# Karl Sell (Theologe)
Karl Wilhelm Johannes Sell (* 29. November 1845 in Gießen; † 22. Dezember 1914 in Bonn) war ein deutscher evangelischer Theologe und Kirchenhistoriker.

## Leben
Karl Sell wurde als Sohn des Rechtsprofessors Wilhelm Sell geboren. Von 1863 bis 1867 studierte er in Halle, Göttingen und Gießen Evangelische Theologie. Während seines Studiums wurde er 1869 Mitglied der Schwarzburgbund-Verbindung Tuiskonia Halle. In Gießen wurde er zum Dr. phil. promoviert. Als Kriegsfreiwilliger nahm er am Deutsch-Französischen Krieg teil. Danach wurde er Vikar und Stadtpfarrer. Von 1882 bis 1891 wirkte er als Oberkonsistorialrat, Superintendent der Provinz Starkenburg des Großherzogtums Hessen und Oberpfarrer in Darmstadt. 1883 promovierte ihn die Evangelisch-Theologische Fakultät der Universität Gießen zum D. theol. 1891 folgte er einem Ruf auf die ordentliche Professur der Kirchengeschichte an der Universität Bonn. Er wurde mehrere Male zum Dekan der Fakultät und 1912 zum Rektor der Universität gewählt. Am 22. Dezember 1914 starb er während seines vierten Dekanats an einem Schlaganfall auf dem Heimweg von einer Aufführung eines Weihnachtsoratoriums.
Seine Forschungsgegenstände waren verschiedene Gebiete der Kirchengeschichte, der christlichen Kunst und des deutschen Idealismus. Sell wurde auf dem Kessenicher Bergfriedhof in Bonn-Kessenich beigesetzt.

## Schriften (Auswahl)

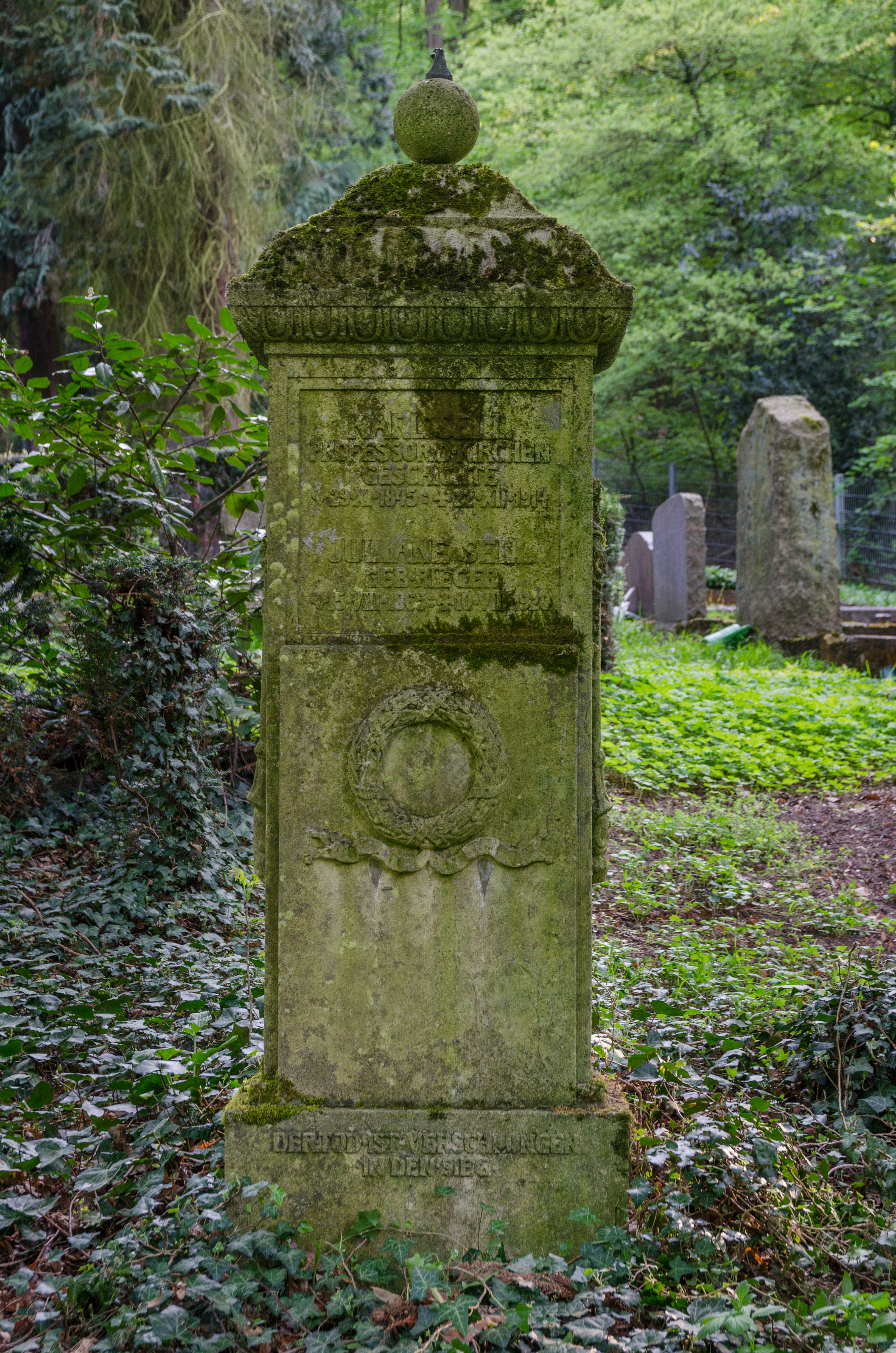
Grabstein auf dem Kessenicher Bergfriedhof

- Reime für Alwine. Dec. 1875 - 24. Juni 1878 Digitalisat
- Philipp Melanchthon und die deutsche Reformation bis 1531. (= Verein für Reformationsgeschichte: Schriften des Vereins für Reformationsgeschichte; Nr. 56). Verein für Reformationsgeschichte, Halle 1897.
- Die Entwickelung der Katholischen Kirche im neunzehnten Jahrhundert : Vorträge. Mohr, Leipzig 1898.
- Zukunftsaufgaben des deutschen Protestantismus im neuen Jahrhundert. (= Sammlung gemeinverständlicher Vorträge und Schriften aus dem Gebiet der Theologie und Religionsgeschichte; H. 19). Mohr, Tübingen 1900.
- Die Religion unserer Klassiker (Lessing, Herder, Schiller, Goethe). Mohr, Tübingen 1904, 2. Aufl. 1910. (Mikroreproduktion, Egelsbach, Frankfurt/Main 1994, ISBN 3-8267-3023-2).
- Katholizismus und Protestantismus in Geschichte, Religion, Politik, Kultur. Quelle & Meyer, Leipzig 1908.
- Christentum und Weltgeschichte bis zur Reformation. Die Entstehung des Christentums und seine Entwickelung als Kirche. Teubner, Leipzig 1910.
- Christentum und Weltgeschichte seit der Reformation : das Christentum in seiner Entwickelung über die Kirche hinaus. Teubner, Leipzig 1910.
- Die Entwickelung der wissenschaftlichen Theologie in den letzten fünfzig Jahren. Rede beim Antritt des Rektorats der Universität Bonn 1912. Bonn, A. Marcus und E. Weber, 1912.
- ‘Positive’ und ‘Moderne’ : ein theologischer Vorschlag zu praktischer Verträglichkeit im landeskirchlichen Protestantismus Deutschlands und Preußens. Quelle & Meyer, Leipzig 1912.